# Kongressmesse
Eine Kongressmesse ist eine Messe mit einem parallel stattfindenden Kongress bzw. Fachkongress. Das heißt, die Dauer der Messe ist gleich der Dauer des Kongresses. Beide Teile stehen dabei gleichberechtigt nebeneinander. Oft ist es bei einer Kongressmesse auch nur den Kongress-Teilnehmern möglich, den Messebereich zu besuchen.
Die Kongressbesucher haben im Rahmen der Messe die Möglichkeit, praktische Lösungen zu den theoretischen Kongress-Vorträgen anzusehen.
Bei einer Messe mit begleitendem Kongress steht dagegen die Messe im Vordergrund und der Kongress spielt eine nur untergeordnete Rolle, ist von der Dauer her oft auch kürzer als die Messe.